# 나카정 (효고현)
나카정(中町)은 효고현 중부에 존재했던 정이다.
2005년 11월 1일, 나카정, 가미정, 야치요정의 3정이 합병해 다카정이 되었기 때문에 소멸하였다.

## 지리
효고현 중부 가쓰시마 지구 북동쪽에 위치하고 있으며 묘미산 기슭으로 스기하라 강이 흐르고 있으며 유역을 따라 거리가 펼쳐진다. 야마다니시키의 발상지이며, 하리슈 직조가 번성한 거리이다. 합병 후에는 구 정역에 지역 자치구로서 '나카구'가 설치되어 있다.

## 역사
- 1889년 4월 1일 - 정촌제 시행으로 2정 20촌의 구역을 확대해 나카촌이 성립하였다.
- 1924년 4월 1일 나카촌이 정으로 승격해 나카정이 되었다.
- 2005년 11월 1일 - 가미정, 야치요정과 합병해 다카정이 성립하였다. 동일 나카정은 폐지되었다.

## 교통

### 도로
- 국도 제427호선 (일본)(일본어판)